# Europese kampioenschappen veldrijden 2022 - Vrouwen elite
Het Europees kampioenschap veldrijden 2022 voor vrouwen elite werd gehouden op zaterdag 5 november op de Citadel van Namen in het Belgische Namen. De Nederlandse Fem van Empel won haar eerste titel.

## Uitslag

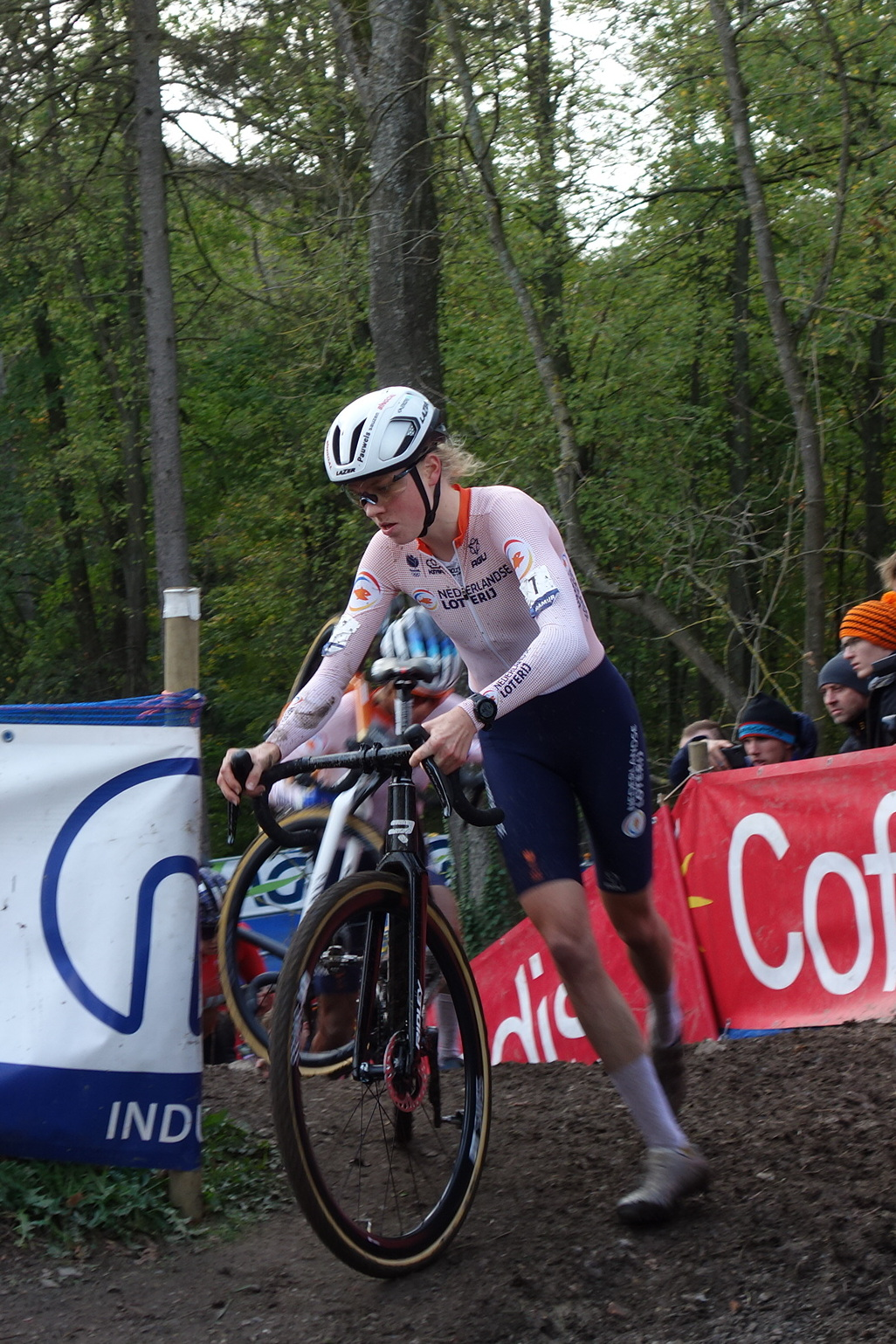
Winnares Fem van Empel

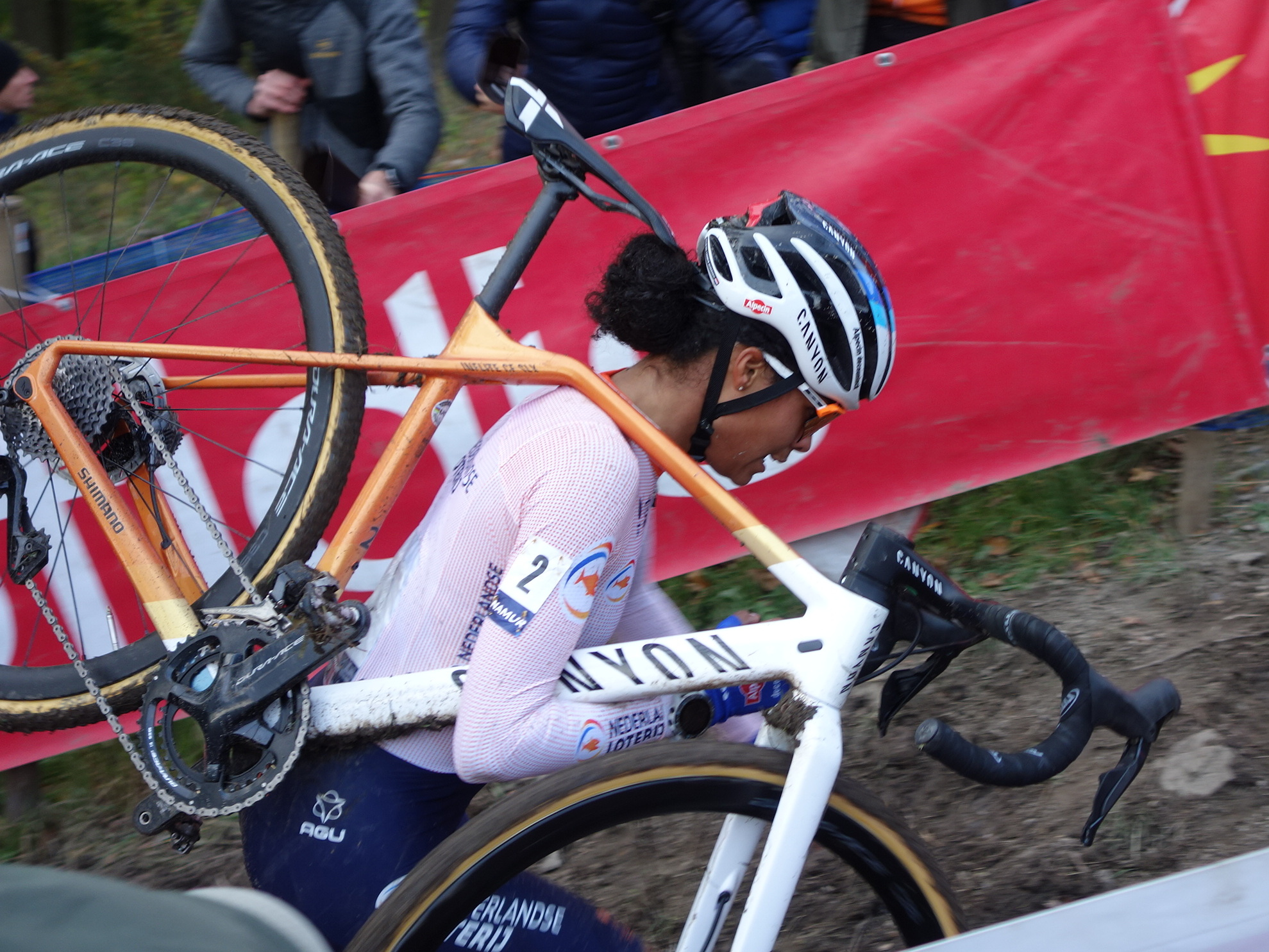
Ceylin del Carmen Alvarado werd tweede

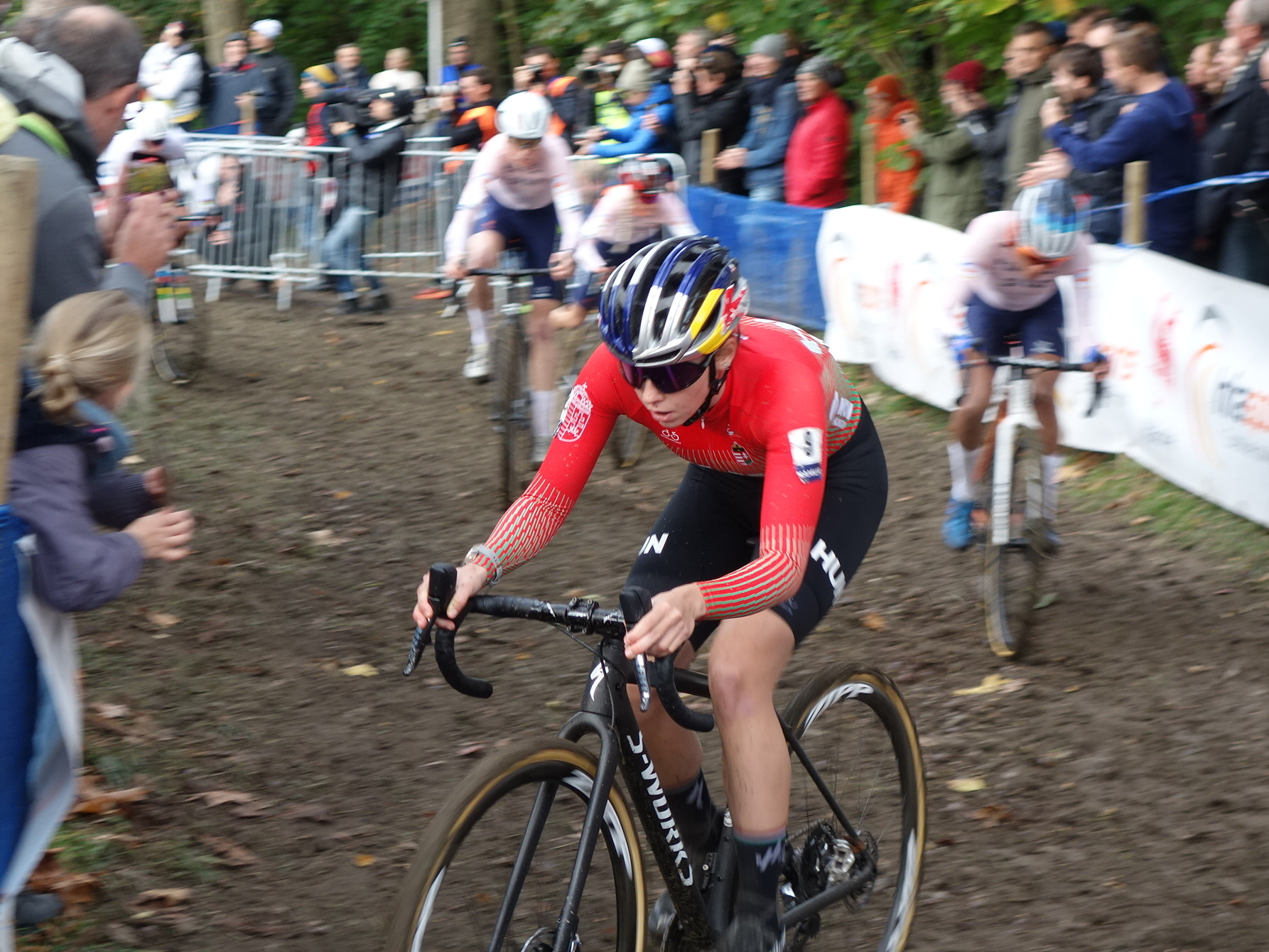
Kata Blanka Vas uit Hongarije werd derde

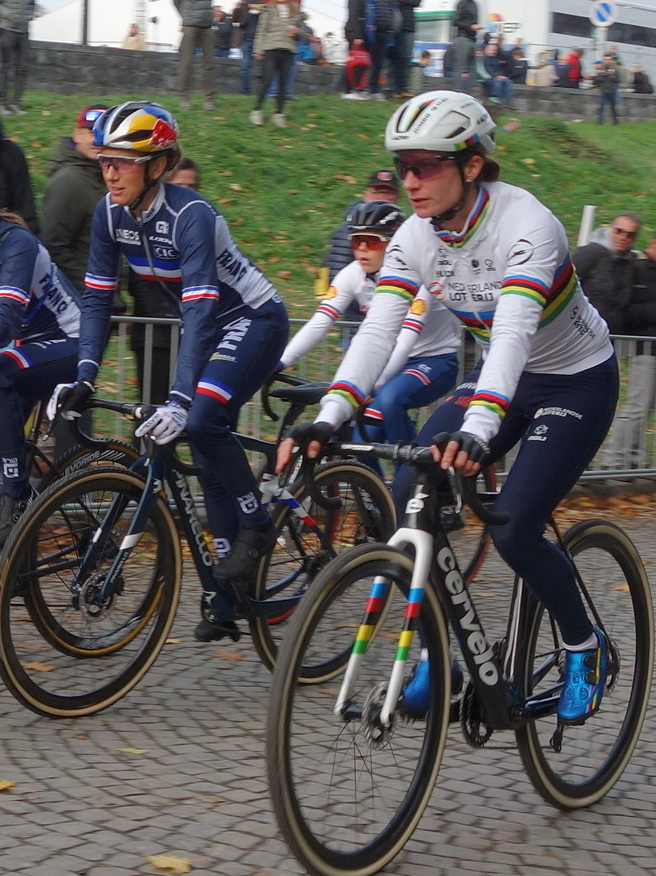
Pauline Ferrand-Prévot (7e) en Marianne Vos (9e) in de regenboogtrui voor de start

| Pos.          | Renster                    | Land                | Tijd      |
| ------------- | -------------------------- | ------------------- | --------- |
| Europese trui | Fem van Empel              | Nederland           | 50'25"    |
| Zilver        | Ceylin del Carmen Alvarado | Nederland           | + 22"     |
| Brons         | Kata Blanka Vas            | Hongarije           | + 36"     |
| 4             | Denise Betsema             | Nederland           | + 46"     |
| 5             | Sara Casasola              | Italië              | + 1'53"   |
| 6             | Inge van der Heijden       | Nederland           | + 2'06"   |
| 7             | Pauline Ferrand-Prévot     | Frankrijk           | + 2'26"   |
| 8             | Aniek van Alphen           | Nederland           | + 2'56"   |
| 9             | Marianne Vos               | Nederland           | + 3'07"   |
| 10            | Anna Kay                   | Verenigd Koninkrijk | + 3'15"   |
| 11            | Hélène Clauzel             | Frankrijk           | + 3'28"   |
| 12            | Rebecca Gariboldi          | Italië              | + 3'48"   |
| 13            | Marion Norbert-Riberolle   | België              | + 4'44"   |
| 14            | Laura Verdonschot          | België              | + 4'53"   |
| 15            | Perrine Clauzel            | Frankrijk           | + 5'11"   |
| 16            | Anais Morichon             | Frankrijk           | + 6'03"   |
| 17            | Sanne Cant                 | België              | + 6'51"   |
| 18            | Isabelle Klein             | Luxemburg           | + 7'01"   |
| 19            | Antonina Bialek            | Polen               | - 1 ronde |
| 20            | Maud Kaptheijns            | Nederland           | - 1 ronde |
| 21            | Stefanie Paul              | Duitsland           | - 1 ronde |
| -             | Annemarie Worst            | Nederland           | DNF       |

| Pos. | Punten | Prijzengeld |
| ---- | ------ | ----------- |
| 1    | 100    | € 1.400     |
| 2    | 60     | € 800       |
| 3    | 40     | € 600       |
| 4    | 30     | -           |
| 5    | 25     | -           |
| 6    | 20     | -           |
| 7    | 17     | -           |
| 8    | 15     | -           |
| 9    | 12     | -           |
| 10   | 10     | -           |
| 11   | 8      | -           |
| 12   | 5      | -           |
| 13   | 4      | -           |
| 14   | 2      | -           |
| 15   | 1      | -           |

## Startlijst
Onderstaand de startlijst inclusief startvolgorde:
| Start | Startrij | Nr. | Renster                    | Land                | UCI |
| ----- | -------- | --- | -------------------------- | ------------------- | --- |
| 1     | Rij 1    | 7   | Fem van Empel              | Nederland           | 2   |
| 2     | Rij 1    | 3   | Denise Betsema             | Nederland           | 3   |
| 3     | Rij 1    | 8   | Annemarie Worst            | Nederland           | 4   |
| 4     | Rij 1    | 2   | Ceylin del Carmen Alvarado | Nederland           | 6   |
| 5     | Rij 1    | 6   | Inge van der Heijden       | Nederland           | 7   |
| 6     | Rij 1    | 1   | Marianne Vos               | Nederland           | 9   |
| 7     | Rij 1    | 10  | Hélène Clauzel             | Frankrijk           | 10  |
| 8     | Rij 1    | 9   | Kata Blanka Vas            | Hongarije           | 11  |
| 9     | Rij 2    | 16  | Sanne Cant                 | België              | 14  |
| 10    | Rij 2    | 17  | Marion Norbert-Riberolle   | België              | 17  |
| 11    | Rij 2    | 5   | Aniek van Alphen           | Nederland           | 18  |
| 12    | Rij 2    | 18  | Laura Verdonschot          | België              | 29  |
| 13    | Rij 2    | 11  | Perrine Clauzel            | Frankrijk           | 31  |
| 14    | Rij 2    | 21  | Anna Kay                   | Verenigd Koninkrijk | 32  |
| 15    | Rij 2    | 13  | Anaïs Morichon             | Frankrijk           | 35  |
| 16    | Rij 2    | 15  | Rebecca Gariboldi          | Italië              | 60  |
| 17    | Rij 3    | 14  | Sara Casasola              | Italië              | 71  |
| 18    | Rij 3    | 4   | Maud Kaptheijns            | Nederland           | 82  |
| 19    | Rij 3    | 20  | Antonina Bialek            | Polen               | 120 |
| 20    | Rij 3    | 22  | Isabelle Klein             | Luxemburg           | 164 |
| 21    | Rij 3    | 19  | Stefanie Paul              | Duitsland           | 197 |
| 22    | Rij 3    | 12  | Pauline Ferrand-Prévot     | Frankrijk           | -   |

Fem van Empel was startgerechtigd in de beloften categorie, maar koos ervoor om deel te nemen aan de elite categorie. Door deze keuze is Van Empel definitief overgestapt naar de elite categorie en mag zo niet meer uitkomen in de beloften categorie tijdens andere wedstrijden. Ook belofte renster Puck Pieterse overwoog om deel te nemen aan de elite categorie, maar zag hiervan af.
De nummer één van de UCI-ranking, de Nederlandse Lucinda Brand kon niet deelnemen aan het Europese kampioenschap vanwege de gevolgen van een breuk in haar rechter middenhandsbeentje, die ze opliep tijdens een valpartij tijdens de parcoursverkenning van de Wereldbeker in Tábor, twee weken voorafgaand aan het Europese kampioenschap. Brand maakte oorspronkelijk wel deel uit van de selectie van de KNWU, maar besloot op de laatste dag van de inschrijftermijn (donderdag voor het EK) dat ze niet in staat was om deel te nemen. Maud Kaptheijns was als vervangster opgeroepen. Manon Bakker verkoos geen aanspraak te maken op de vrijgekomen plek van Brand en had ervoor gekozen om deel te nemen aan crossen in Spanje.

## Reglementen

### Landenquota
Nationale federaties mochten het volgende aantal deelnemers inschrijven:
- 8 rijdsters + 4 reserve rijdsters

### Startvolgorde
De startvolgorde per categorie was als volgt:
1. Meest recente UCI ranking veldrijden
2. Niet gerangschikte rensters: per land in rotatie (o.b.v. het landenklassement van het laatste WK). De startvolgorde van niet gerangschikte rensters binnen een team werd bepaald door de nationale federatie.

2003 · 
2004 · 
2005 · 
2006 · 
2007 · 
2008 · 
2009 · 
2010 · 
2011 · 
2012 · 
2013 · 
2014 · 
2015 · 
2016 · 
2017 · 
2018 · 
2019 ·
2020 ·
2021 ·
2022